# Overpass Graffiti
"Overpass Graffiti" é uma canção gravada pelo músico inglês Ed Sheeran para o seu quinto álbum de estúdio = (2021), do qual foi lançado como o terceiro single através das editoras discográficas Asylum e Atlantic a 29 de Outubro de 2021. Foi co-composto pelo intérprete, Johnny McDaid e Fred Again, tendo os três também ficado responsáveis pela produção e arranjos.

## Alinhamento de faixas
- Download digital, streaming e CD single

1. "Overpass Graffiti" — 3:56

- Download digital e streaming

1. "Overpass Graffiti" (Alle Farben Remix) — 3:23

- Download digital e streaming

1. "Overpass Graffiti" (TCTS Remix) — 4:36

## Créditos e pessoal
- Ed Sheeran — vocais principais, vocais de apoio, guitarra acústica, composição, produção e arranjos, composição
- Johnny McDaid — vocais de apoio, baixo, guitarra eléctrica, teclado, programação, produção e arranjos, engenharia, composição
- Fred — baixo, bateria, teclado, programação, vocais de apoio, guitarra acústica, produção e arranjos, engenharia, composição
- Louise Clare Marshall — vocais adicionais
- Stuart Hawkes — masterização
- Mark "Spike" Stent — mistura
- Graham Archer — engenharia, vocal produção e arranjos
- Kieran Beardmore — assistência de mistura
- Charlie Holmes — assistência de mistura
- Will Reynolds — assistência de engenharia
- Hal Ritson — engenharia adicional

## Desempenho nas tabelas musicais
Tabelas semanais
| País — Tabela musical (2021)                          | Posição de pico |
| ----------------------------------------------------- | --------------- |
| Argentina — Hot 100 (Billboard)                       | 91              |
| Austrália — Top 100 Singles (ARIA Charts)             | 8               |
| Áustria — Ö3 Austria Top 40                           | 20              |
| Bélgica (Flandres) — Top 50 Singles (Ultratop)        | 11              |
| Bélgica (Valónia) — Top 50 Singles (Ultratop)         | 11              |
| Canadá — Hot 100 (Billboard)                          | 23              |
| Canadá — Adult Contemporary (Billboard)               | 21              |
| Canadá — Hot Adult Contemporary (Billboard)           | 32              |
| República Checa — Rádio Top 100 (FIIF)                | 17              |
| República Checa — Singles Digital - Top 100 (FIIF)    | 20              |
| Dinamarca — Single Top-40 (Hitlisten)                 | 16              |
| Europa — Digital Song Sales (Billboard)               | 7               |
| Finlândia — Suomen virallinen singlelista             | 12              |
| Alemanha — Top 100 Singles (GfK Entertainment Charts) | 17              |
| Mundo — Global 200 (Billboard)                        | 11              |
| Hungria — Radiós Top 40 (MAHASZ)                      | 31              |
| Hungria — Single Top 40 (MAHASZ)                      | 15              |
| Irlanda — Singles Top 50 (IRMA)                       | 4               |
| Itália — Top Singoli (FIMI)                           | 66              |
| Japão — Hot 100 (Billboard)                           | 99              |
| Letónia — Mūzikas Patēriņa Tops (LAIPA)               | 24              |
| Países Baixos — Stichting Nederlandse Top 40          | 6               |
| Países Baixos — Single Top 100 (MegaCharts)           | 27              |
| Nova Zelândia — Top 40 Singles (RMNZ)                 | 10              |
| Noruega — Topp 40 Singles (VG-lista)                  | 21              |
| Polónia — Airplay Top 100 (ZPAV)                      | 5               |
| Portugal — Top 100 Singles (AFP)                      | 44              |
| Singapura — Top 30 International (RIAS)               | 17              |
| Eslováquia — Rádio Top 100 (FIIF)                     | 3               |
| Eslováquia — Singles Digital - Top 100 (FIIF)         | 19              |
| África do Sul — Singles Chart (RISA)                  | 26              |
| Espanha — Top 100 Canciones (PROMUSICAE)              | 81              |
| Suécia — Top Singles Top 100 (Sverigetopplistan)      | 19              |
| Suíça — Top Singles Top 75 (Schweizer Hitparade)      | 13              |
| Reino Unido — Official Singles Chart Top 100 (OCC)    | 4               |
| Estados Unidos — Hot 100 (Billboard)                  | 41              |

### Certificações e vendas
| Região — Associação (Vendas)   | Certificação |
| ------------------------------ | ------------ |
| Canadá — Music Canada (40 000) | Ouro         |
| Reino Unido — BPI (400 000)    | Ouro         |